# آدریانو باستو

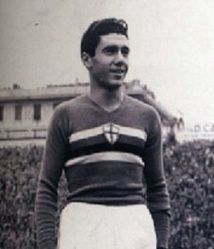
آدریانو باستو در دهه ۱۹۴۰

آدریانو باستو (به ایتالیایی: Adriano Bassetto) بازیکن فوتبال و اهل ایتالیا است که از سال ۱۹۵۴ میلادی عضو تیم ملی فوتبال ایتالیا بوده و در ۳ بازی ملی حضور داشته‌است. او در بازی‌های ملی‌اش گلی به ثمر نرساند.
آدریانو باستو آخرین بازی ملی خود را در سال ۱۹۵۵ میلادی انجام داد.